# NCSM Red Deer (J255)
Le NCSM Red Deer (pennant number J255) (ou en anglais HMCS Red Deer) est un dragueur de mines de la Classe Bangor lancé pour la Marine royale canadienne (MRC) et qui a servi pendant la Seconde Guerre mondiale.

## Conception
Le Red Deer est commandé dans le cadre du programme de la classe Bangor de 1940-41 pour le chantier naval de Canadian Vickers Limited de Montréal au Québec au Canada. La pose de la quille est effectuée le 1er janvier 1941, le Red Deer est lancé le 5 octobre 1941 et mis en service le 24 novembre 1941.
La classe Bangor doit initialement être un modèle réduit de dragueur de mines de la classe Halcyon au service de la Royal Navy,. La propulsion de ces navires est assurée par trois types de motorisation : moteur diesel, moteur à vapeur à pistons double ou triple expansions et turbine à vapeur. Cependant, en raison de la difficulté à se procurer des moteurs diesel, la version diesel a été réalisée en petit nombre.
Les dragueurs de mines de classe Bangor version canadienne déplacent 683 tonnes en charge normale. Afin de pouvoir loger les chaufferies, ce navire possède des dimensions plus grandes que les premières versions à moteur diesel avec une longueur totale de 54,9 mètres, une largeur de 8,7 mètres et un tirant d'eau de 2,51 mètres. Ce navire est propulsé par deux moteurs alternatifs verticaux à triple détente alimentés par deux chaudières à tubes d'eau à trois tambours Admiralty et entraînant deux arbres d'hélices. Le moteur développe une puissance de 2 400 chevaux-vapeur (1 790 kW) et atteint une vitesse maximale de 16 nœuds (30 km/h). Le dragueur de mines peut transporter un maximum de 152 tonnes de fioul.
Leur manque de taille donne aux navires de cette classe de faibles capacités de manœuvre en mer, qui seraient même pires que celles des corvettes de la classe Flower. Les versions à moteur diesel sont considérées comme ayant de moins bonnes caractéristiques de maniabilité que les variantes à moteur alternatif à faible vitesse. Leur faible tirant d'eau les rend instables et leurs coques courtes ont tendance à enfourner la proue lorsqu'ils sont utilisés en mer de face.
Les navires de la classe Bangor sont également considérés comme exiguës pour les membres d'équipage, entassant 6 officiers et 77 matelots dans un navire initialement prévu pour un total de quarante.

## Histoire

### Seconde Guerre mondiale
Le Red Deer est mis en service dans la Marine royale canadienne le 24 novembre 1941 à Montréal. Après sa mise en service et ses essais en mer, le Red Deer est affecté à la Western Local Escort Force (WLEF) (Force d'escorte locale de l'Ouest) en tant qu'escorte de convoi. À diverses périodes par la suite, il sert dans la Sydney Force (Force de Sydney), la Halifax Local Defence Force(Force de défense locale de Halifax) et la Gulf Escort Force (Force d'escorte du Golfe), dans le cadre de la bataille du Saint-Laurent.
Le 12 janvier 1942, il sauve 95 survivants du navire marchand britannique SS Cyclops, qui a été torpillé par le sous-marin allemand (U-Boot) U-123.
À partir de février 1944, le Red Deer est affecté à la Newfoundland Force (Force de Terre-Neuve). En mai 1944, il commence un carénage à Liverpool en Nouvelle-Ecosse, qu'il achève en juillet 1944 et qu'il prépare aux Bermudes plus tard dans le mois. Il retourne à la Newfoundland Force après ses essais et reste avec l'unité jusqu'à la fin de la guerre.
Il est libéré du service actif à Halifax (Nouvelle-Écosse), le 30 octobre 1945 et est mis en disponibilité à Shelburne (Nouvelle-Écosse).

### Après-guerre
Après la guerre, le Red Deer est placé en réserve stratégique à Sorel, au Québec.
En 1952, il est repris par la Marine royale canadienne et réaménagé en vue du service actif et reçoit le nouveau numéro de coque (Pennant number) 196. Il n'est jamais remis en service et est vendu à Marine Industries de Sorel en février 1959 pour être démantelé,.

### Honneurs de bataille
- Gulf of St. Lawrence 1942
- Atlantic 1942-1945

### Participation auxconvois
Le Red Deer a navigué avec les convois suivants au cours de sa carrière:
1. Convoi HX 168
2. Convoi HX 172
3. Convoi HX 181
4. Convoi HX 227
5. Convoi HX 288
6. Convoi HX 321
7. Convoi ON 79
8. Convoi ON 160
9. Convoi ON 163
10. Convoi ON 225
11. Convoi ONS 13
12. Convoi ONS 14
13. Convoi ONS 16
14. Convoi SC 65
15. Convoi SC 68
16. Convoi SC 117
17. Convoi SC 121
18. Convoi SC 141
19. Convoi SC 147
20. Convoi SC 169
21. Convoi SC 173

### Commandement
- T/Lieutenant (T/Lt.) Arthur Moorhouse (RCNR) du 24 novembre 1941 au 2 février 1943
- Lieutenant (T/Lt.) John Arthur Mitchell (RCNR) du 3 février 1943 au 31 octobre 1943
- T/sub-Lieutenant (T/s.Lt.) John Powell Roberts (RCNVR) du 1er novembre 1943 au 5 juin 1944
- T/Lieutenant (T/Lt.) Donald Benjamin Day Ross (RCNVR) du 6 juin 1944 au 1er octobre 1945

Notes:
RCNR: Royal Canadian Naval Reserve
RCNVR: Royal Canadian Naval Volunteer Reserve 